# Torneo de Seúl 2018
El Korea Open 2018 fue un torneo de tenis profesional jugado en canchas duras. Fue la 15.ª edición del torneo que formó parte de la  WTA Tour 2018. Se llevó a cabo en Seúl (Corea del Sur) entre el 17 y el 23 de septiembre de 2018.

## Distribución de puntos
| Modalidad           | Campeona | Finalista | Semifinales | Cuartos de final | 2ª ronda | 1ª ronda | Clasificadas | 2ª ronda de clasificación | 1ª ronda de clasificación |
| Individual femenino | 280      | 180       | 110         | 60               | 30       | 1        | 18           | 12                        | 1                         |
| Dobles femenino     | 280      | 180       | 110         | 60               | 1        | -        | -            | -                         | -                         |

## Cabezas de serie

### Individuales femenino
| Tenista              | Ranking | Preclasificada |
| Jeļena Ostapenko     | 10      | 1              |
| Kiki Bertens         | 12      | 2              |
| Maria Sakkari        | 31      | 3              |
| Magdaléna Rybáriková | 34      | 4              |
| Alison Van Uytvanck  | 38      | 5              |
| Su-Wei Hsieh         | 39      | 6              |
| Irina-Camelia Begu   | 53      | 7              |
| Kirsten Flipkens     | 56      | 8              |

- Ranking del 10 de septiembre de 2018.[2]

### Dobles femenino
| Tenista                         | Ranking | Preclasificada |
| Irina-Camelia Begu Raluca Olaru | 77      | 1              |
| Dalila Jakupović Darija Jurak   | 110     | 2              |
| Ellen Perez Arina Rodionova     | 190     | 3              |
| Priscilla Hon Yana Sizikova     | 203     | 4              |

## Campeonas

### Individual femenino
Kiki Bertens venció a  Ajla Tomljanović por 7-6(7-2), 4-6, 6-2

### Dobles femenino
Ji-Hee Choi /  Na-Lae Han vencieron a  Shu-Ying Hsieh /  Su-Wei Hsieh por 6-3, 6-2